# Polizeistation Duala

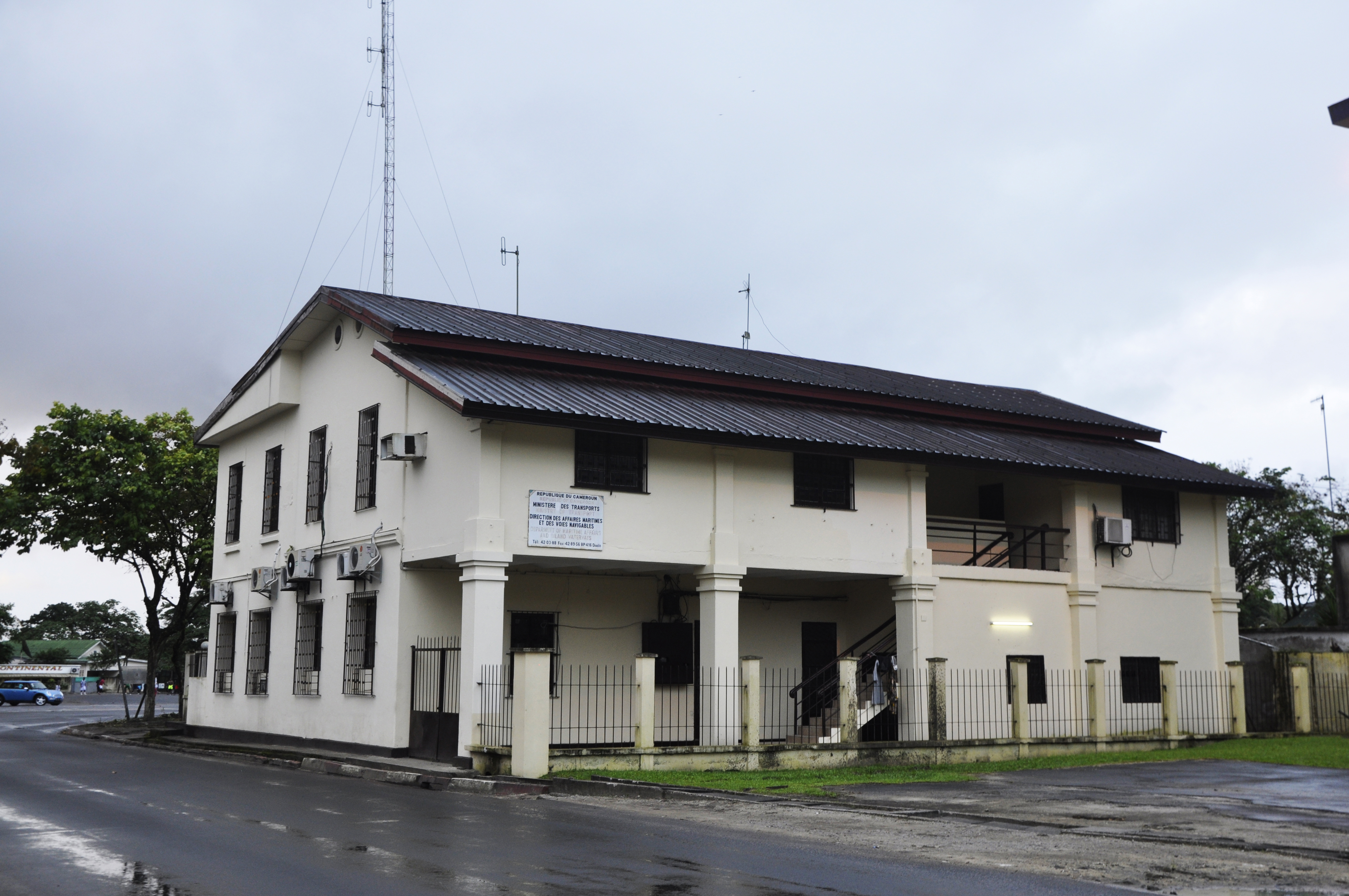
Frühere Polizeistation Duala heute

Die Ehemalige Polizeistation in der kamerunischen Hafenstadt Duala ist ein zwischen dem späten 19. und frühen 20. Jahrhundert errichtetes Kolonialgebäude; es war die erste Polizeistation während der Zeit der Deutschen Kolonie Kamerun.
In dieser Polizeistation wurden der König des Duala-Volkes, Rudolf Duala Manga Bell, und sein Assistent Adolf Ngosso Din 1910 zum Tode verurteilt und hingerichtet. Heute befindet sich im Gebäude das Direktorat für Marine und Navigation des Kameruner Transportministeriums.